# Iglesia del Salvador (Sevilla)
La iglesia ex-colegial del Divino Salvador es un templo católico de Sevilla, Andalucía, España situado en la plaza del mismo nombre. El edificio actual fue terminado a comienzos del siglo XVIII. Actualmente, y fruto del Concordato de 1851, no cuenta con cabildo y solamente funciona como parroquia, aunque incluso en su web -que informa de la pérdida del título- aún se la cita incorrectamente como tal.

## Historia

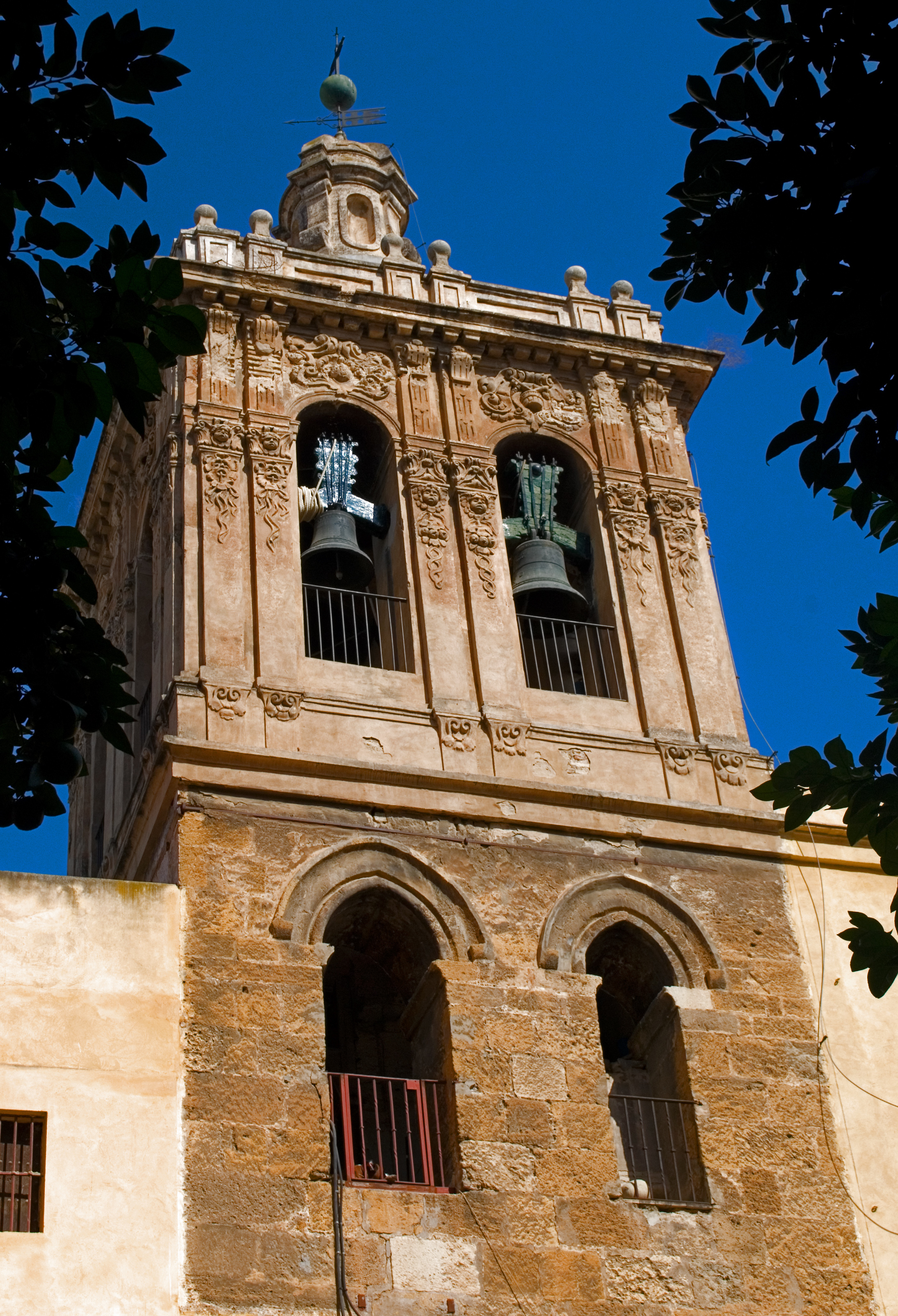
Torre-campanario. Se observa en el arranque la base del antiguo alminar de la época califal.

En esta zona debió de existir originalmente un edificio de la época romana. Se ha llegado a pensar que en el solar estuvo una basílica romana e incluso una de las iglesias principales de la ciudad en la Antigüedad Tardía y Reino Visigodo, pero la arqueología no ha encontrado nada de eso. 
La mezquita de Ibn Adabbás se construyó entre el 829 y el 830. Fue la mezquita principal de la ciudad hasta que en el 1182 los almohades inauguran la nueva mezquita mayor. Los califas almohades llegaron a cerrarla para obligar a los andalusíes a usar la nueva mezquita mayor, pero finalmente la recuperaron.
Tras la conquista de Sevilla en 1248, Fernando III de Castilla situó la catedral en la nueva mezquita mayor de la ciudad, la almohade. Al mismo tiempo, se cristianizó la mezquita de Ibn Adabbás con la advocación del Divino Salvador del Mundo. En el siglo XV pasa a ser colegiata.
Se hicieron obras para cambiar la orientación del templo, colocar un altar mayor, hacer una capilla para la Virgen de las Aguas y crear un coro capitular próximo al presbiterio. Debido al rango colegial que en esa época tenía este templo, el coro llegó a contar con una sillería de madera, un facistol y un órgano. Entre 1512 y 1514 se realizó un nuevo coro. No obstante, el órgano seguía siendo antiguo por lo que en 1581 le encargaron uno a Jerónimo de León. A causa del fallecimiento de Jerónimo, el órgano debió ser concluido en 1589 por Diego de Sanforte. Entre mediados del siglo XVI y el siglo XIX este templo fue un importante centro de interpretación de música sacra.
En el siglo XVII el templo se encontraba muy deteriorado por el paso del tiempo, estaba muy hundido porque el nivel de la calle había subido por el paso del tiempo, de hecho las crónicas hablan que era necesario bajar unos 20 escalones para entrar, y se podían tocar las tejas desde la calle, así que en 1671 se derribó para comenzar la construcción de un nuevo templo. En 1679, previa a la inauguración, el edificio se desploma, hoy sabemos que la causa fue la retirada anticipada de cimbras y encofrado. En 1679 de decide volver a construir un templo. El diseño de las fachadas fue realizado en 1682 por el arquitecto de la catedral granadina, José Granados de la Barrera. La ejecución de dicho proyecto fue encomendada a Francisco Gómez Septién, que falleció antes de finalizarlos. Le sucedió en 1696 Leonardo de Figueroa, que efectuó el cerramiento de las bóvedas, la construcción de la cúpula y la decoración arquitectónica del interior. Estas tareas se finalizaron en 1712.
En el campanario se distinguen tres zonas: la base se corresponde con el antiguo alminar, que a su vez está  formado por una base de sillares de la época de fundación, seguida de una parte de sillarejo correspondiente a una reparación a causa de un terremoto durante el reinado de Muhámmad al-Mutámid; la parte intermedia fue realizada en el siglo XIV después del terremoto de 1356, y la parte superior actual fue realizada por Leonardo de Figueroa entre 1718 y 1719.
En el siglo XIX la legislación en lo referente a la iglesia cambió y en 1852 este templo dejó de ser una colegiata para pasar a ser una parroquia. No obstante, aún se la nombra incorrectamente como Iglesia colegial sin serlo (su título sería de Parroquia Mayor).
En 2003 volvería a ser sometida a un profundo trabajo de restauración, dirigido por el arquitecto Fernando Mendoza Castells que finalizó a principios de 2008 devolviendo al templo parte de su esplendor. El edificio se reinauguró el 22 de octubre de 2008 con la presencia del rey Juan Carlos I, el arzobispo Carlos Amigo Vallejo, el alcalde Alfredo Sánchez Monteseirín y el presidente de la Junta de Andalucía Manuel Chaves.
Detrás del retablo mayor cuenta con un pequeño museo, donde se exponen pinturas (mayormente, de la escuela sevillana del siglo XVII) y otros objetos artísticos.

## Descripción
Se trata de una iglesia barroca, aunque la fachada principal, que da a la plaza del Salvador, tiene una influencia manierista. Se realizó dicha fachada a finales del siglo XIX, descartando el proyecto original que ubicaba a cada lado una torre.
En su interior está proyectada como un gran salón rectangular. Hay pilares con columnas endosadas que sostienen bóvedas a gran altura. Es la única iglesia de la región con estas características. En la cabecera de la nave central las columnas tienen una tracería en la que se incluyen símbolos eucarísticos, castillos y leones. También tienen los capiteles dorados. La cúpula es de de tambor y tiene una planta octogonal. La base tiene ventalanes y está coronada por una literna.

### Retablos
En su interior se encuentran un total de 14 retablos.
- Cabecera

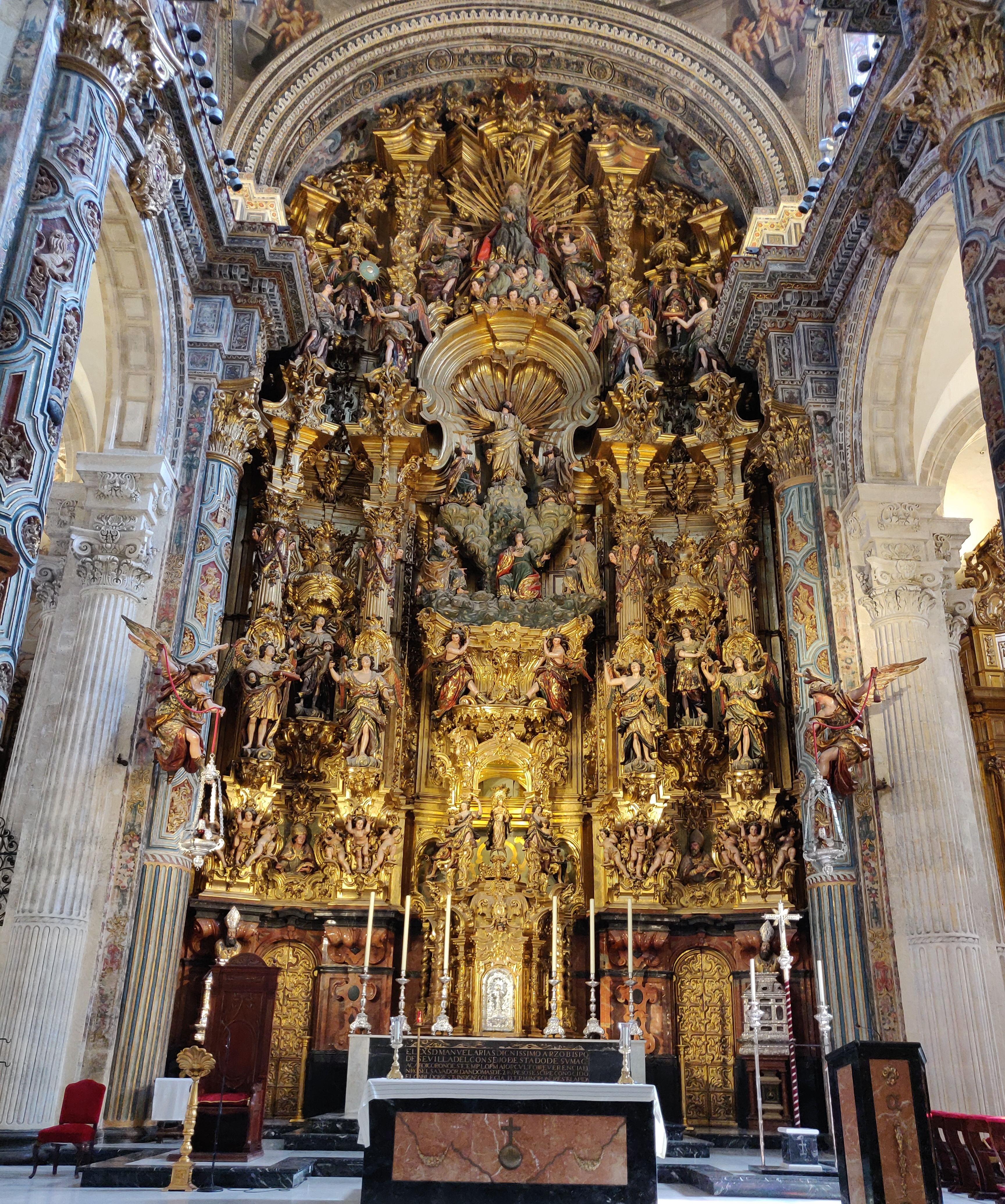
Retablo mayor

- - Retablo mayor: Fue realizado entre los años 1770 y 1778 por Cayetano de Acosta en estilo barroco. En la parte inferior están los Padres de la Iglesia y una Inmaculada sobre el Sagrario. En el centro se dispone la escena de la transfiguración de Jesús, que es uno de los momentos en los que mostró su divinidad. Alrededor de la escena están seis de los arcángeles principales (de izquierda a derecha) Jegudiel, Rafael, Barachiel, Gabriel, Miguel y Sealtiel. En la parte superior hay otro grupo de arcángeles. A ambos lados del retablo hay un par de ángeles lampadarios de finales del siglo XVIII.[16]
  - Retablo del Cristo de los Afligidos: Se trata de una obra barroca de Gaspar Ginés en 1635. Está presidido por este Cristo, de autor anónimo del siglo XVII. En la parte inferior hay una Virgen atribuida a Cristóbal Ramos. En la parte superior hay un relieve de la Santísima Trinidad y, en encima del todo, san Miguel.[17]
  - Retablo del Cristo del Amor: Situado en el testero colateral de la nave derecha. El Cristo del Amor fue esculpido por Juan de Mesa en 1620.
- Muro derecho (de la epístola)
  - Retablo de las santas Justa y Rufina: Ubicado junto a la capilla bautismal, fue concluido en 1730 por Juan de Dios Moreno, el retablo fue traído a este templo en 1902, procedente del hospital de las Cinco Llagas. En el interior de la capilla bautismal se encuentra la talla de san Cristóbal, original de Juan Martínez Montañés.
  - Retablo de la Milagrosa: Composición del siglo XX, constituyendo un templete que procede del trascoro construido en 1781.
  - Retablo de san Cristóbal: Entre los años 1732 y 1734, José Maestre realizó el ensamblaje y talló de este retablo que, en 1757, fue dorado por Francisco Lagraña.
  - Retablo de san Fernando: Fue realizado entre 1760 y 1767 por el tallista José Díaz, aunque las imágenes de san Fernando, san Hermenegildo y san Luis de Francia, son anteriores obra de Antonio de Quirós y policromadas por Francisco Meneses Osorio en 1699. Las tallas de san Diego de Alcalá y san Juan Bautista, ya son del siglo XVIII.
  - Retablo de la Virgen de las Aguas: Se trata de un retablo dorado realizado en 1727 por José Maestre. En su parte superior hay un relieve con la Virgen de las Aguas junto a san Fernando. Alberga la figura de la Virgen de las Aguas, del siglo XIII.[18] El altar de la virgen tiene un frontal de plata y madera realizado entre 1701 y 1756 por Diego Gallego y Eugenio Sánchez Reciente.[5] El paso de los siglos terminarían por configurarla como la imagen que entregó el Santo Rey "para Protectora de la Ciudad en sus aflicciones y para amparo de sus ciudadanos". Sevilla volcaría su mirada hacia ella en momentos de extrema gravedad y peligro, siendo la protagonista de rogativas, con motivo de fuertes lluvias e inundaciones (1332, 1586, 1626, 1669, 1682, 1708), períodos de graves sequías (1248, 1573, 1603,1636, 1720, 1724, 1737 y 1750) y de peticiones para la protección de los galeones de Indias (1626, 1637, 1708 y 1727).[19]
  - Retablo de los santos Crispín y Crispiniano: Fue realizado por José Fernando de Medinilla y Francisco José de Medinilla entre 1730 y 1733. Tiene dos relieves con ambos santos.[20]

- Muro izquierdo

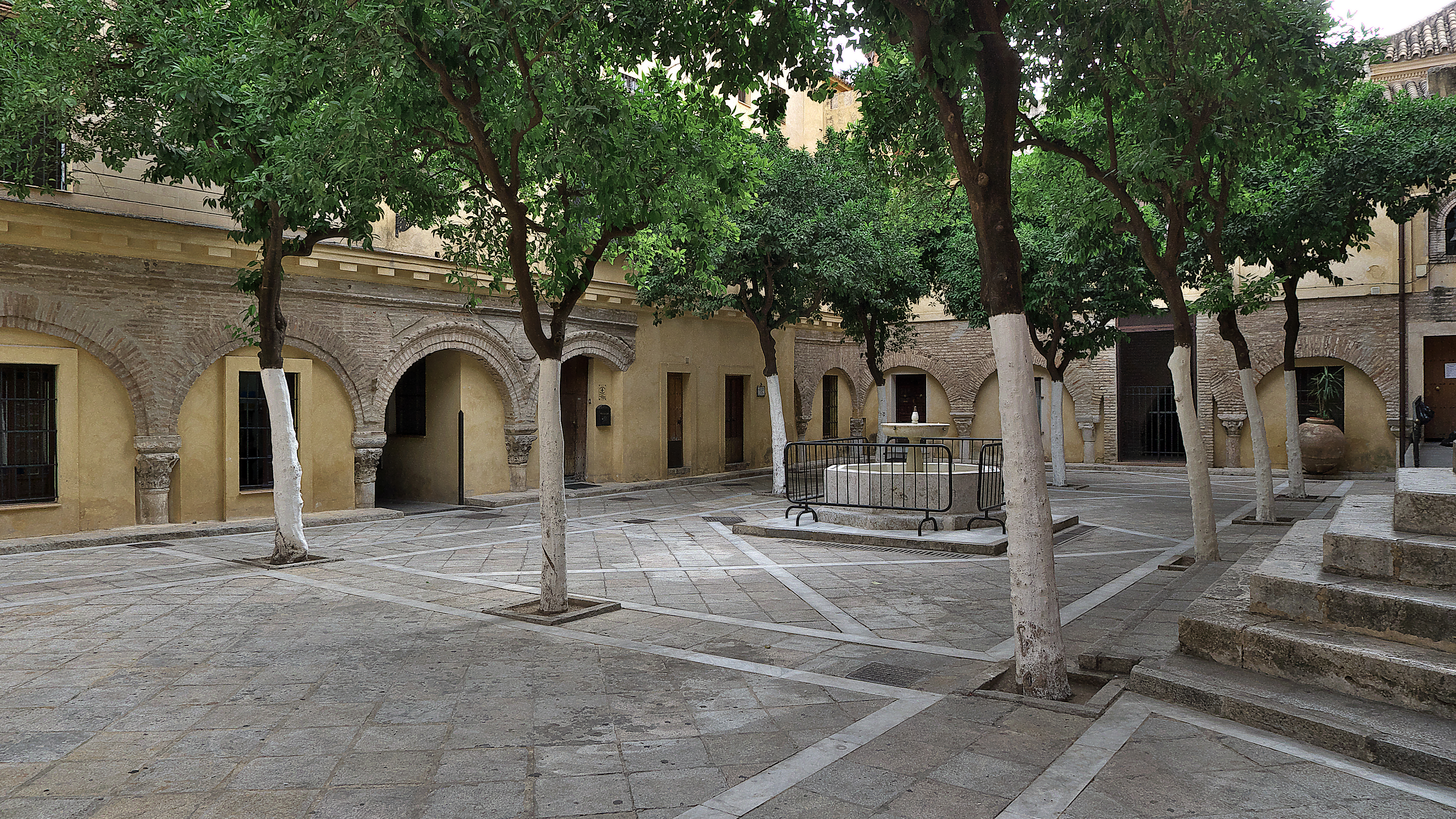
Antiguo saḥan de la mezquita aljama de Ibn ‘Adabbas, qāḍī de Išbīliyya, y mandada a construir por el omeya ‘Abd al-Raḥmān II (829-830).

  - Retablo portada de la capilla sacramental: Es de estilo rococó y fue realizado por Cayetano de Acosta entre 1756 y 1764. En el interior de esta capilla se encuentra la imagen de Jesús de la Pasión, obra de Juan Martínez Montañés en 1615.
  - Retablo de la Virgen del Rocío: Fue realizado en torno a 1740 y alberga una imagen de la Virgen del Rocío obra de Antonio Castillo Lastrucci.[16]
  - Retablo de santa Ana: Es de finales del siglo XVII de autor desconocido. La escultura de Santa Ana instruyendo a la virgen está atribuida a José Montes de Oca.
  - Retablo de la Virgen de la Antigua: Alberga una pintura de la Virgen de la Antigua de comienzos del siglo XVIII atribuida a Juan Ruiz Soriano.[5]
  - Retablo del Cristo de la Humildad y Paciencia: Retablo de estilo neoclásico perteneciente a la escuela sevillana. Es atribuido a Antonio Quirós y data de finales del siglo XVII.

En las gradas exteriores del templo se abre una capilla con una imagen de la Virgen del Carmen atribuida a Juan Bautista Patroni.
En el chaflán de esquina junto a la calle Villegas se ubica una cruz de madera, es la Cruz del Cementerio Parroquial del Salvador, que se ubicaba originalmente en el centro de la plaza. Esta cruz jamás se ha llamado Cruz de las Culebras, difundiendose por error y sin fundamento por redes sociales.

## Hermandades
La iglesia del Salvador es la sede de las siguientes hermandades:
- Archicofradía de la Sagrada Entrada en Jerusalén, Santísimo Cristo del Amor, Nuestra Señora del Socorro y Santiago Apóstol. El Señor de la Sagrada Entrada en Jerusalén es anónimo, aunque atribuido a Pedro Roldán[22] y el Cristo del Amor es obra de Juan de Mesa.[23] También tiene como titular a la Virgen del Socorro, atribuida a Gabriel de Astorga o a Juan de Astorga, padre del anteriormente citado. Asimismo, también es titular Santiago Apóstol, de autor anónimo. [24] Procesiona el Domingo de Ramos.
- Archicofradía Sacramental de Nuestro Padre Jesús de la Pasión y Nuestra Señora de la Merced. Jesús de la Pasión está atribuido a Martínez Montañés.[25] También es titular de esta hermandad la Virgen de la Merced, obra de Sebastián Santos de 1966.[26] Procesiona el Jueves Santo.
- Hermandad de Nuestra Señora del Rocío de Sevilla. Fundada en 1933 con una imagen de la Virgen del Rocío de principios del siglo XX. Comenzó a peregrinar a la ermita de Almonte a partir de 1950.[27]
- Hermandad de Nuestra Señora de la Antigua. Se trata de una hermandad creada en 1954 para ayudar a las monjas de clausura. Tiene como titulares un retrato de la Virgen de la Antigua del siglo XVIII y una escultura de san Antonio de Padua realizada en el siglo XX por Manuel Domínguez.[28]
- Hermandad de Nuestra Señora del Prado. Fue fundada en 1950 con una Virgen con el Niño de Sebastián Santos.[29]